# Gunnar Randholm
Karl Gunnar Randholm, född 15 oktober 1922 i Nässjö församling i Jönköpings län, död 27 april 2017 i Nässjö, var en svensk ingenjör och företagsledare, som var VD för Eldon i Nässjö.
Gunnar Randholm var son till direktören Josef Randholm och Karin, ogift Wilhelmsson. Efter realexamen i Nässjö 1939 och ingenjörsexamen vid Statens el-tekniska fackskola i Västerås 1944 blev han 1945 konstruktör vid Elektro-Ljus & Kraft AB i Nässjö, driftsingenjör 1948 vid AB Eldon-Verken, där han 1958 blev verkställande direktör och delägare. Han var också knuten till El AB John Österman från 1964. Han var koncernchef inom Eldon 1982–1986 och styrelseordförande från 1982.
Randholm var initiativtagare till 4 oktober-demonstrationerna i Stockholm 1983 då näringslivets ledare protesterade mot löntagarfonderna. Han hade styrelseuppdrag i företag och i organisationer, bland annat Sveriges verkstadsförening, VF, under 23 år och Handelskammaren i Jönköpings län där han var ordförande 1980–1999. Han utsågs till hedersdoktor vid Högskolan i Jönköping för livsgärning som entreprenör och företagare och för viktiga insatser för högskolan.
Han var styrelseledamot i Göteborgs bank i Nässjö och hade utmärkelser som Svenska Bandyförbundets förtjänsttecken och Smålands bandyförbunds förtjänsttecken.
Randholm var gift första gången 1946–1955 med Inez Ericson (född 1922), dotter till fabrikören Nils Ericson och Anna Ericson, med vilken han fick sonen Bengt (född 1948). Andra gången var han gift 1956–1966 med Inga Svenningsson (1927–2003), dotter till tågmästaren Herman Svenningsson och Elin Mårtensson, med vilken han fick barnen Elisabeth (född 1958) och Claes (född 1963). Tredje gången var han gift 1967–2000 med Anita Schelin (1940–2016), dotter till tandläkaren Bengt Tunér och Birgitta Libert, med vilken han fick sonen Stefan (född 1968). Slutligen var han sambo med journalisten Birgit Tyréus (1936–2017) till hennes död. Gunnar Randholm är begravd på Skogskyrkogården i Nässjö.